# Dasiglucagon
Le dasiglucagon est un médicament utilisé pour le traitement des hypoglycémies chez le patient diabétique. Il estvendu sous le nom de marque Zegalogue.

## Mode d'action
C'est un agoniste du récepteur du glucagon.

## Usage médical
Le dasiglucagonun médicament utilisé pour traiter l'hypoglycémie sévère chez les personnes atteintes de diabète,. Il peut être utilisé chez les personnes de plus de six ans. Le médicament est administré par injection sous-cutanée.

## Effets secondaires
Les effets secondaires de ce médicament  comprennent des nausées, des vomissements, des maux de tête, de la diarrhée et des douleurs au site d’injection. D’autres effets secondaires peuvent inclure des réactions allergiques. Chez les personnes atteintes d'un phéochromocytome son administration peut faire augmenter la pression artérielle, tandis que chez les personnes atteintes d'un insulinome, il existe un risque une aggravation de l'hypoglycémie. Bien qu’il n’existe aucune preuve de dangerosité pendant la grossesse de ce médicament, cette utilisation n’a pas été bien étudiée.

## Histoire
Le médicament a été approuvé pour un usage médical aux États-Unis en 2021. Il n'est pas approuvé en Europe ni au Royaume-Uni en 2022. Aux États-Unis, le coût était d'environ 320 dollars américains par dose en 2022. Le glucagon, en comparaison, coûte environ 90  dollars américains.